# Moschusxylol
5-tert-Butyl-2,4,6-trinitro-m-xylol (kurz auch Moschusxylol) ist eine chemische Verbindung aus der Gruppe der aromatischen Nitroverbindungen.

## Geschichte
Das Moschusxylol wurde – wie auch das Moschus-Keton, das 1995 verbotene Moschus-Ambrette und weitere verwandte Duftstoffe – vom Chemiker Albert Baur (1856–1933) entdeckt und auf den Markt gebracht.

## Gewinnung und Darstellung
Moschusxylol  wird aus m-Xylol durch Friedel-Crafts-Alkylierung mit tert-Butylchlorid und Aluminiumchlorid und anschließender Nitrierung mit rauchender Salpetersäure oder mit einer 70:30-Mischung von Salpetersäure und Schwefelsäure gewonnen.

## Eigenschaften
Moschusxylol ist ein gelblicher Feststoff. Er zersetzt sich beim Erhitzen heftig, wobei nitrose Gase entstehen. In Ethanol gelöst hat die Verbindung einen starken, angenehmen Geruch nach Moschus.

## Verwendung
Moschusxylol wurde als Riechstoff in großen Mengen eingesetzt, beispielsweise wurden im Jahr 1998 in Europa 86 Tonnen davon verarbeitet. Aufgrund seiner sehr großen Persistenz und Bioakkumulativität (vPvB) wurde Moschusxylol als SVHC-Stoff unter REACH identifiziert und in Anhang XIV der zulassungspflichtigen Stoffe aufgenommen. Seit August 2014 ist in der EU die Verwendung nicht mehr zulässig.